# Ommata cyanea
Ommata cyanea är en skalbaggsart som beskrevs av Bates 1885. Ommata cyanea ingår i släktet Ommata och familjen långhorningar. Inga underarter finns listade i Catalogue of Life.